# Stijlfout
Een stijlfout is zowel in geschreven als in gesproken taal een onopzettelijke afwijking van de conventies.
Een stijlfout is geen stijlfiguur, waarmee een spreker of schrijver juist wel bewust van de conventies afwijkt om een bepaald effect bij zijn publiek te bereiken.
Veel voorkomende stijlfouten zijn 
- de contaminatie
- het pleonasme
- de tautologie
- de dubbele ontkenning